# Jacob Bonsdorff
Jacob Bonsdorff, född den 6 september 1763 i Borgå, död den 13 mars 1831, var en finländsk teolog, bror till Gabriel von Bonsdorff och Johan Bonsdorff.
Bonsdorff blev teologie licentiat i Åbo 1790. Han hade 1786 utnämnts till docent i orientaliska språk, och blev 1807 teologie professor. Från 1822 var han direktör för teologiska seminariet. Bonsdorff anses ha varit en av sin samtids främsta finländska teologer, även om hans åsikter inte alltid gick i samklang med den rena kyrkoläran. Bonsdorff var även verksam som poet.
Av hans skrifter märks undersökningar av Jesaja enligt Septuagintas text (1786-1806), en metrisk översättning av psalmerna (1825), en översättning av Job (1830), samt Conspectus scientiæ pastoralis (1811), samt den tillsammans med Jacob Tengström utgivna skriften Om Ahlmanska sockneskolarnes tjenligaste inrättning (1804), som prisbelöntes av hushållningssällskapet.